# Isotropía

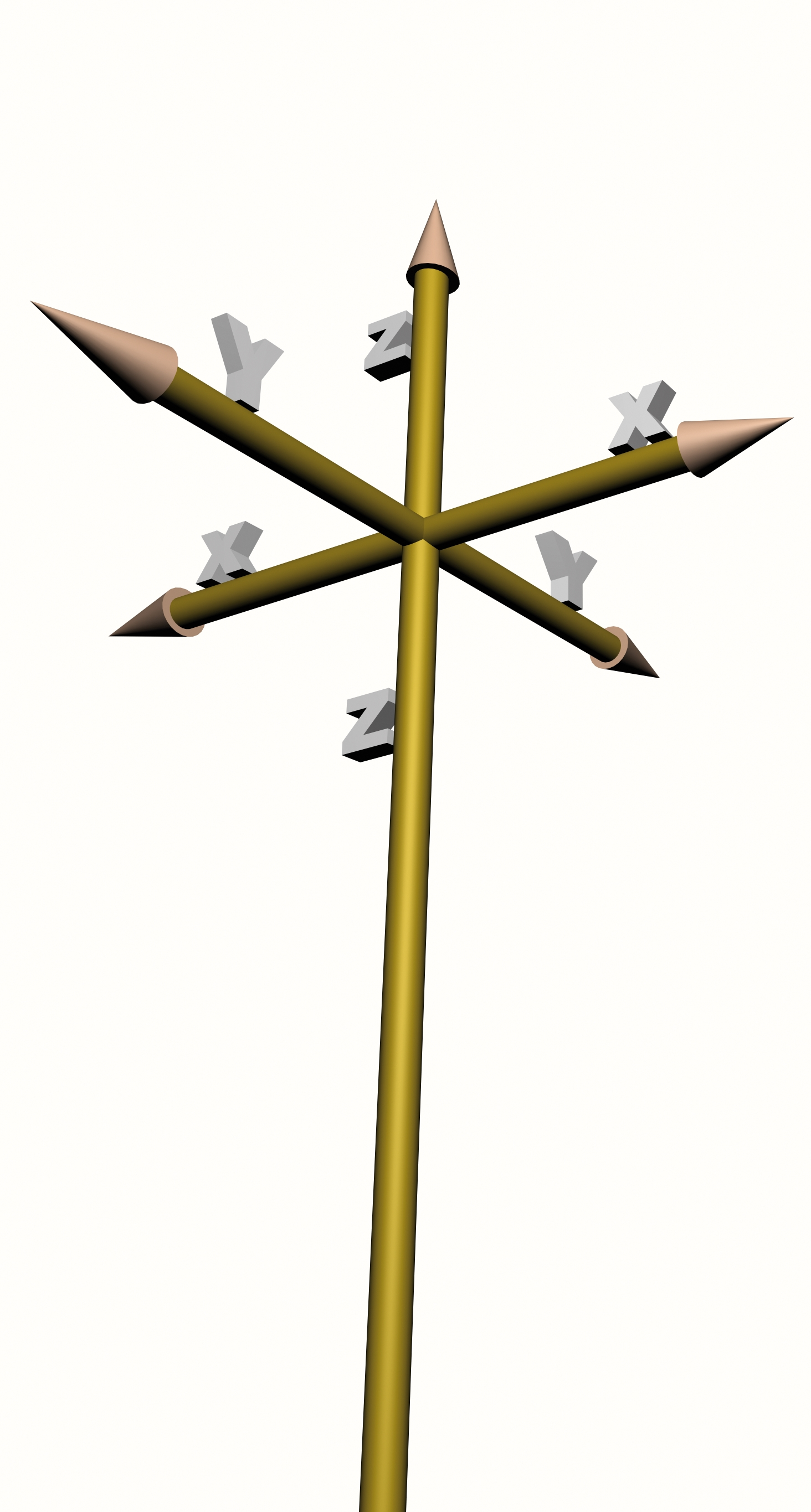
Anisotropía. Debido a la gravedad, no es lo mismo despegar del suelo que desplazarnos sobre él, por ello decimos que nuestro mundo es anisotrópico. Los movimientos sobre el plano horizontal son sencillos, los movimientos hacia arriba nos cuestan mucho más esfuerzo.

En física, la isotropía  es la característica de algunos fenómenos en el espacio cuyas propiedades no dependen de la dirección en que son examinadas. Es decir, se refiere al hecho de que ciertas magnitudes vectoriales conmensurables dan resultados idénticos o similares independientemente de la dirección escogida para dicha medida. Cuando una determinada magnitud no presenta isotropía se dice que presenta anisotropía. Su etimología está en la raíces griegas ισος [isos] ‘equitativo, igual’, y τρόπος [tropos] ‘medio, espacio de lugar, dirección’.
En matemáticas, la isotropía se refiere a una propiedad geométrica de invarianza en una variedad diferenciable. Cuando el grupo de invariancia de una determinada propiedad definible tensorialmente sobre el espacio tangente en un punto es un subgrupo propio del grupo ortogonal O(n) se dice que existe anisotropía en dicha propiedad. Si dicho subgrupo no incluye reflexiones espaciales se tiene algún tipo de hemitropía, y si el grupo es discreto se dice que existe simetría puntual o cristalográfica.